# 澀江政光
澁江政光（1574年—1614年12月26日）是日本安土桃山時代至江戶時代前期的武將。父親是荒川秀景。

## 生平
在天正2年（1574年）出生。父親秀景是下野國的小山秀綱的家臣。天正18年（1590年），小山氏因為抵抗豐臣秀吉的小田原征伐，於是被改易。此後，成為浪人。後來因為佐竹氏家臣人見藤道推舉，仕於佐竹義宣。以20歲之齡，繼承曾是佐竹家重臣的澁江氏，改名為澁江內膳政光（一說指名字中的「政」字是以前小山秀綱的兒子政種所賜的偏諱）。
在關原之戰後，義宣在被減封至秋田的佐竹家中進行改革。慶長8年（1603年），被提拔為家老。不過因為原本是其他家的舊臣，於是引起佐竹譜代家臣的不滿，家老川井忠遠等人企圖暗殺義宣和自身，最後忠遠等人被肅清（川井事件）。因此，被昇格為家老一事暫時被擱置。慶長12年（1607年），正式被任命為家老。
慶長19年（1614年），與主君義宣一同參與大坂冬之陣，在今福與後藤基次、木村重成戰鬥（今福之戰），最後被流彈擊中而戰死（受義宣之命而檢視政光屍體的須田伯耆則指「有多處槍傷，無鐵砲傷痕」（何れも槍疵であり、鉄砲疵はなかった））。享年41歲。

## 子孫
死後，嫡男宣光（受義宣賜予偏諱）成為繼承人，不過宣光在沒有嗣子的情況下死去。庶長子光久（宣光的兄長）成為繼承人。澁江家直到幕末為止，合計有8人成為家老，於藩內最多，成為家中第一名家而為人所知。
澁江氏宗家的屋敷在久保田城三之丸下中城的西側高台（現今秋田縣民會館所在地），於本丸出現火災時，被當作藩主的御殿。在明治維新後，該地亦設有傳習學校和秋田縣公會堂等大規模的施設。

## 人物

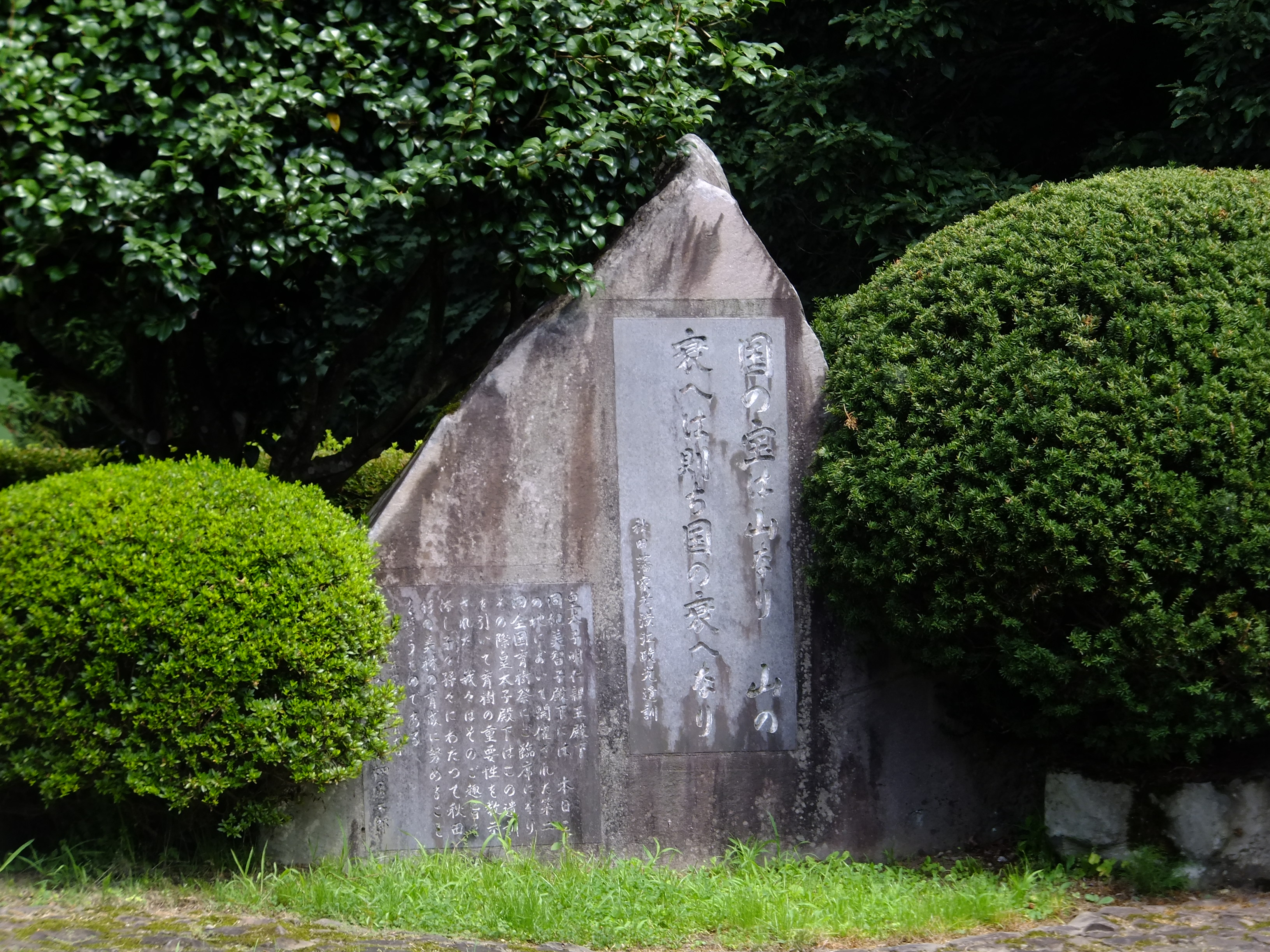
記載澁江政光所言「国の宝は山なり、山の衰えはすなわち国の衰えなり」的石碑。（秋田縣仙北市「秋田縣縣民之森」）

- 重視開發，曾言「國的寶物是山，山的衰落即國的衰落」（国の宝は山なり、山の衰えはすなわち国の衰えなり）。
- 與梶原政景一同參與建築久保田城。另外，改革檢地制度等，協助農業生産和安定藩內財政，施行的農業政策被稱為「澁江田法」，甚至成為其他藩和江戶幕府的參考。

## 登場作品
漫畫
- 『雪之峠（日语：雪の峠）』（作者：岩明均，2001年，講談社，收錄在。2004年，講談社漫畫文庫（日语：講談社漫画文庫））